# Közönséges ürge
A közönséges ürge (Spermophilus citellus) az emlősök (Mammalia) osztályának rágcsálók (Rodentia) rendjébe, ezen belül a mókusfélék (Sciuridae) családjába és a földimókusformák (Xerinae) alcsaládjába tartozó faj.

## Előfordulása
A közönséges ürge elterjedési területe viszonylag szűk: Közép- és Kelet-Európában, Lengyelország egyes részein, Csehországban és Ausztriában fordul elő. Keleten a Balkán-félszigetig, Oroszországban a Volgáig található meg. Magyarországon szórványosan, de sokfelé előfordul. Megművelt pusztákon is megél, ha kellően rövid füvű mezők, legelők vagy domboldalak állnak rendelkezésére. A középhegységekben csak helyenként, a napos legelőkön telepszik meg, inkább a tágas síkságokon él. A nem túl magas és nem túl sűrű, de nem is túl gyér füvet igényli.
Húsát régen rendszeresen fogyasztották és a bőre is értékesnek számított. Az ürgehús ízre és jellegre közel áll a nyúlhúshoz. Bár az állat ma már védettséget élvez, ennek ellenére tovább folyik az állatok illegális úton történő elejtése, ami veszélyezteti magyarországi állományuk fennmaradását.

## Alfajai
- Spermophilus citellus citellus Linnaeus, 1766 - szinonimája: citillus (Pallas, 1779)
- Spermophilus citellus gradojevici (V. Martino & E. Martino, 1929) - szinonimája: karamani (V. Martino & E. Martino, 1940)
- Spermophilus citellus istricus Calinescu, 1934 - szinonimája: laskarevi (V. Martino & E. Martino, 1940)
- Spermophilus citellus martinoi Peshchev, 1955 - szinonimái: balcanicus (Markov, 1957), thracius (Mursaloglu, 1964)

## Megjelenése
Az állat hossza 18–24 centiméter, farokhossza 4–9 centiméter és testtömege 170–430 gramm. Ez a patkány nagyságú állat úgy néz ki, mintha a mormota kicsinyített mása lenne. Bundája felül szürkéssárga és kissé pettyes. Hasa sárgás, a torokrésze fehér. Bundája puha, de nagyon vékony és ezért szinte tüskésnek hat. A rövid farkat sűrű szőrzet borítja, a vége sötétebb. Szeme nagy, sötét és oldalt ül, hogy az állat körbelásson. Füle kicsi, épphogy kilátszik bundájából. Az erős, ügyes mellső láb ideális ásáshoz, és táplálkozáskor az állat meg tudja fogni vele az élelmet. Gyakran felágaskodik, futás közben pedig rövid farkát égnek emeli. Figyelmeztető hangja éles füttyentés. Mikor elégedett, lágyan dörmög, vagy trillázó hangot ad. Veszély esetén villámgyorsan eltűnik földbe ásott járataiban.

## Életmódja

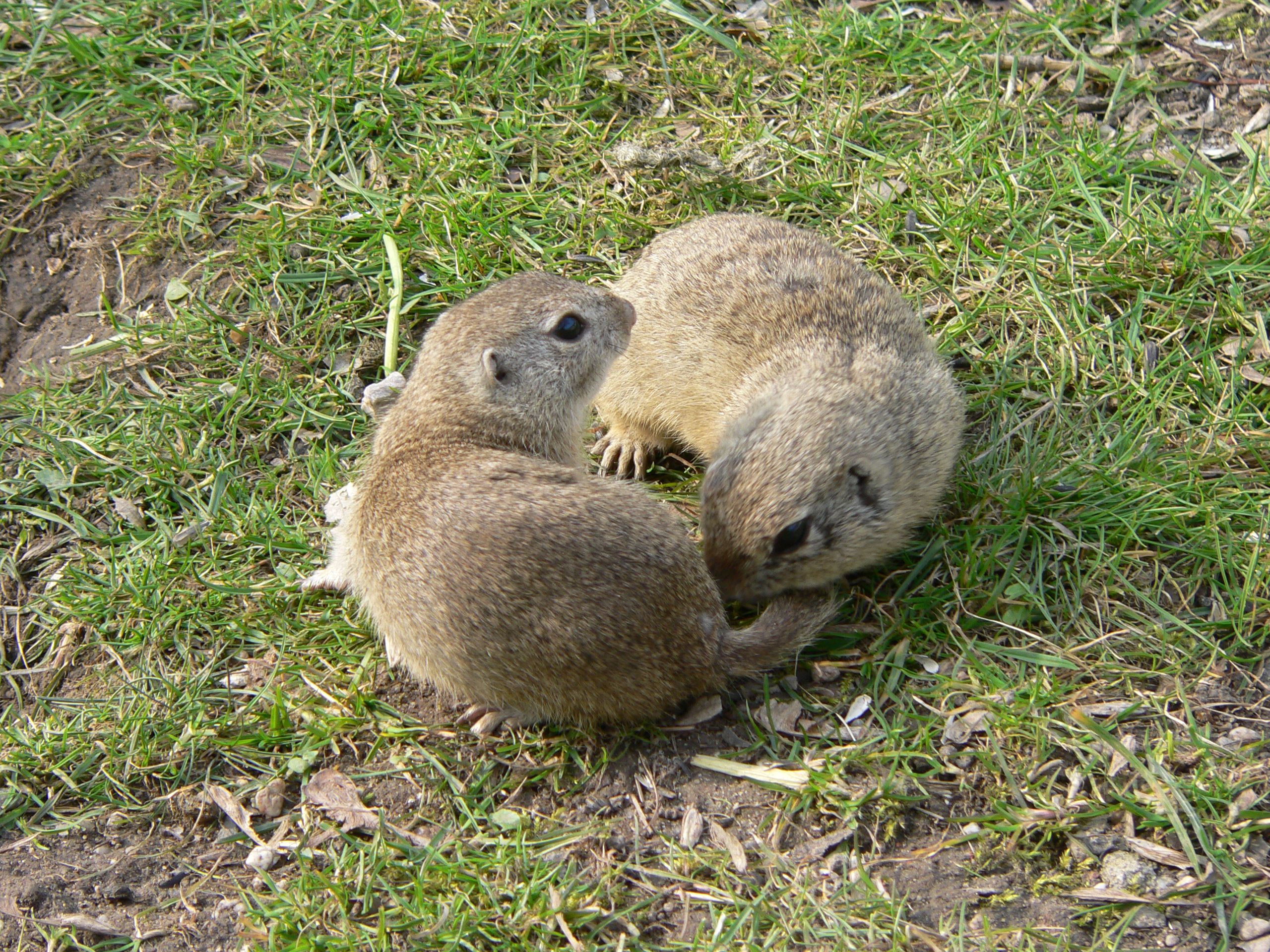
Egymást szaglászó ürgék

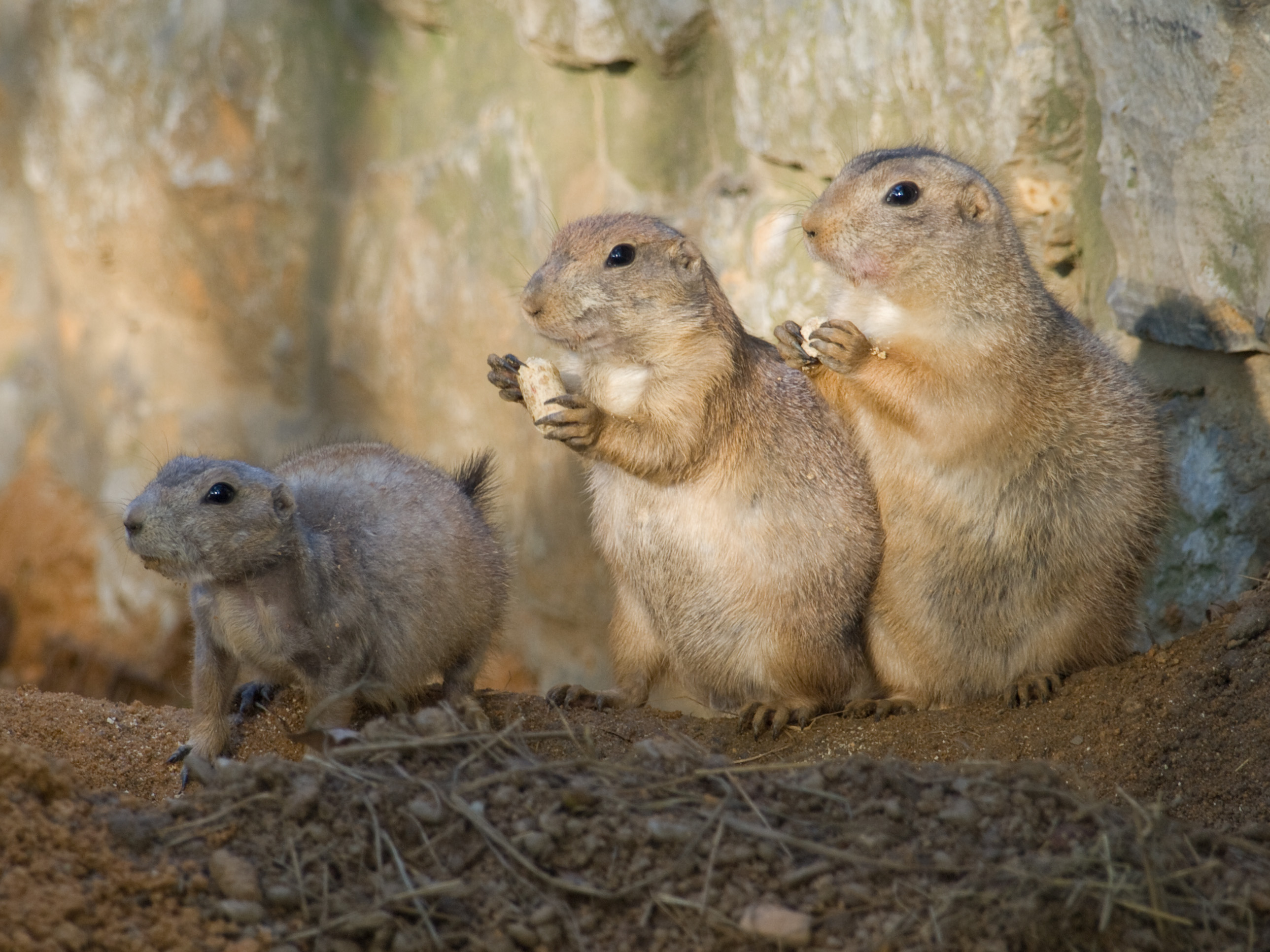
Kedveli a társaságot

Talajlakó, nappal aktív kisemlős. Nagyjából 5 évig élhet. Táplálékai fűfélék, magok és rovarok, néha a terményekre is rájár. A táplálékot ügyesen, a kezével ragadja meg, és gyors rágó mozdulatokkal fogyasztja el. A parlagi sas és a kelet-európai puszták más ragadozó madarai szívesen vadásznak az ürgére – Magyarországon éppen azért védett 1982 óta, mert ezek fontos táplálékállata. A hermelin és a molnárgörény is szívesen megfogja. Az intenzív mezőgazdasági művelés sokfelé jelentősen csökkentette számát.
Késő ősztől tavasz elejéig téli álmot alszik. A közös föld alatti járatokban társas, de külön vackában magányos. Az üreg bejáratát kis földsánc veszi körül. Az üregek hosszú járatként húzódnak a talajban, és egy kamrában végződnek. Itt az ürge jól kipárnázott fészket épít magának, ahová behúzódik éjszakára, és itt alussza téli álmát is, tartalék táplálék nélkül. A két méternél is mélyebb üreg, aminek bejáratát téli álma előtt betömi, megvédi a fagytól, eközben zsírtartalékaiból nyer energiát. Testfolyamatait „takarékra állítja”, hőmérséklete 2 Celsius-fokra süllyed. Beleiből minden tápanyagot felszív. Szíve csak néhányat ver percenként.
Rendszerint laza telepekben él, lehetőleg a rendszeresen legeltetett füves pusztákon.

## Szaporodása
Az ivarérettséget körülbelül egyéves korban éri el. A párzási időszak március–május között van. Az „ürgeév” rövid, lényegében a nyári idényre korlátozódik, ezért évente legtöbbször csak egy, 5–8 kölyökből álló almot rak. A kicsinyek 25–28 napos vemhesség után csupaszon és zárt szemmel születnek, és anyjuk jó három hétig szoptatja őket a fialóvackon, míg el nem kezdenek kijárni az üregből. Nyolc naposan nyílik ki a szemük, és két hónapos korukra már igen önállóak. A belső nemi szervek még a téli álom alatt elkezdenek nőni. Ébredés után a spermiumok már érettek, és az ürge nemzőképes.